# 伏爾泰琳·克蕾
伏爾泰琳·克蕾（Voltairine de Cleyre，1866年11月17日—1912年6月20日），依據愛瑪·戈爾德曼的說法，伏爾泰琳·克蕾是「美國所出現過最傑出而最具天賦的女性無政府主義者」；雖然如此，克蕾的事蹟至今仍不太為人所知，即使是無政府主義者之間也是如此。

## 生平

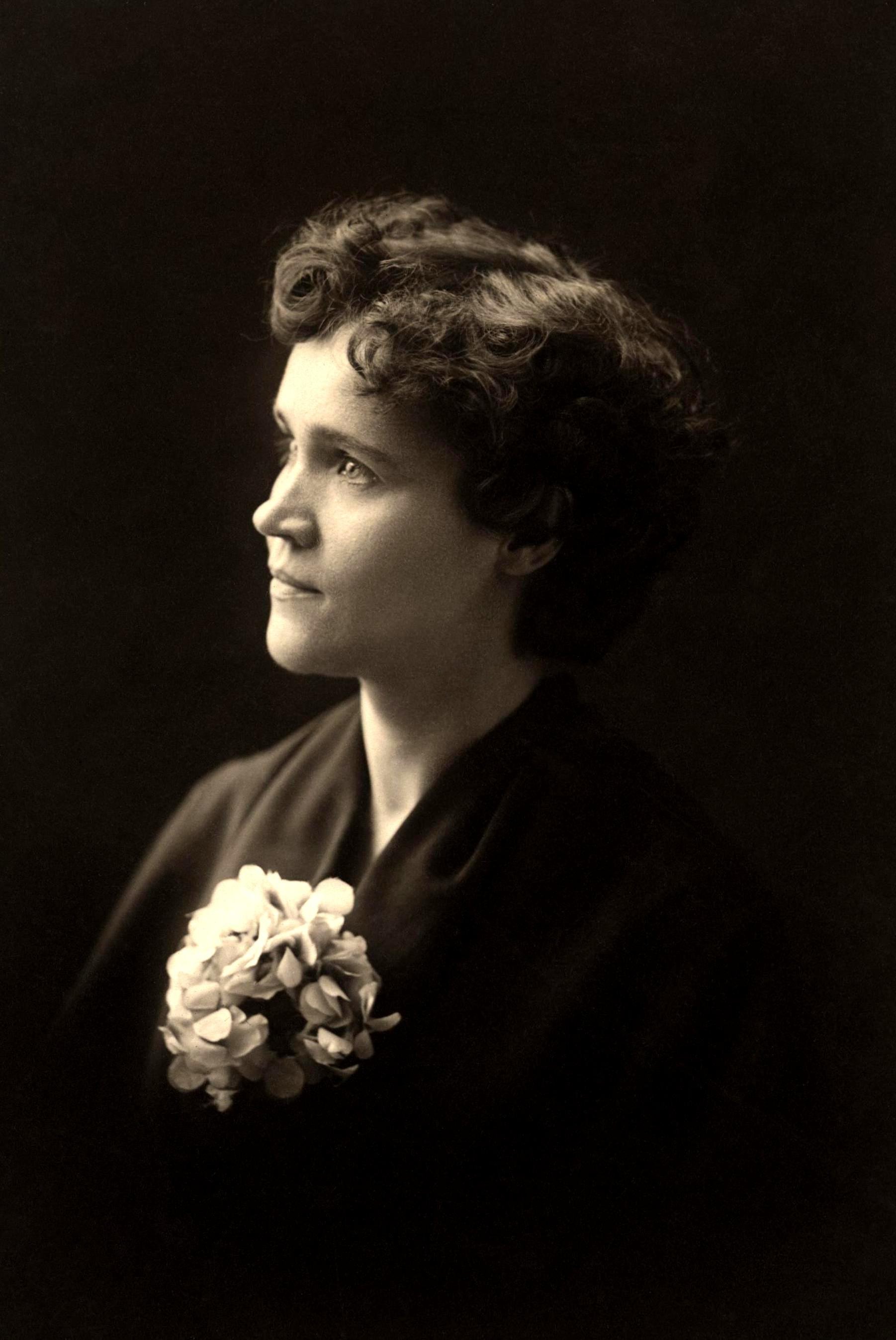
伏爾泰琳·克蕾，1901年于费城所摄

1866年生於密歇根州一個名為萊斯利（Leslie）的小鎮。由於她的父親無法承受整個家庭的開支，於是在她還是青少年時將她送至天主教的女修道院居住。然而這段經驗不但沒有使她信仰基督教，反而使她轉變為一個無神論者。克蕾的家庭積極參與了廢奴運動和地下鐵路計畫，再加上她成長於如此貧窮而艱苦的環境，同時她又是以哲學家（伏爾泰）為名，使她在青少年時便培養了非常激進的思想。在女修道院的歲月結束後，克蕾開始投入當時的自由思想運動（這個運動最初是以反天主教和反教會為主），同時她也投稿了大量文章給自由思想運動的報刊。
在她於1880年代中旬和後期參與自由思想運動時，克蕾也特別受到托马斯·潘恩和玛丽·沃斯通克拉夫特的影響。其他影響了她的思想家還包括亨利·戴维·梭罗和比爾·海伍德（Bill Haywood）。1887年，在目睹了干草市场暴乱中的烈士們被絞死後，她成為了一個無政府主義者。「在那時之前我都還相信美國陪審團審判的法律制度本身是正義的」她在一篇自傳裡這樣寫道「在那之後我就完全改變了。」
她也是一名傑出的作家和演講家，歷史學家Paul Avrich在她的傳記裡寫道：「她比其他所有美國的無政府主義者都還要具有文學天份」—同時也是無政府主義的堅定支持者，依據愛瑪·戈爾德曼的說法：「她對於信念的熱誠，在她所有做過的事情裡都留下印記…她在本質上根本是一個苦行者。」
克蕾深受愛瑪·戈爾德曼的敬重，她也寫了一篇文章替她的審判辯護。然而，兩個女人在一些議題上卻有著根本的分歧：「戈爾德曼女士是一個共產主義者；我是個人主義者。她希望摧毀財產的權利，而我則希望保存之。我的戰爭是為了對抗特權和權威，以消除對於個人權利的威脅。她則相信合作能夠徹底取代競爭；我則認為競爭在每一種形式的制度上都會出現，而競爭行為本身應該是非常有用的。」克蕾與美國個人無政府主義保持了數年的緊密關係，在她於1894年寫下的論文In Defense of Emma Goldman and the Right of Expropriation中，克蕾宣稱她認同沒收財產的權利，但卻對這種權利的提倡保持中立態度：「我不覺得少數人的敏感就值得上紐約市的所有財產…我認為你應該自己決定你是要繼續遵守法律而挨餓受凍，或是要做出一些犯罪行為來侵犯財產的制度、和戈爾德曼站在同一邊。」無論如何，到了最後克蕾也開始反對個人主義：「社會主義和共產主義都需要很大程度的集體努力和管理，而這將會施加更多與無政府主義不容的管制在個人身上；個人主義和互助主義則將根基至於財產上，然而這牽涉到私人警察制度的發展，卻是與我對於自由的概念不同的。」
於是她逐漸成為「不帶形容詞的無政府主義」（anarchism without adjectives）運動的提倡者，這個運動試著促進不同無政府主義派系間的和睦，除了反對國家和反對資本主義兩個原則外便不再主張其他的派系理論。在The Making of an Anarchist中她寫道「除了簡單的『無政府主義』一詞外，我再也不會使用額外的名稱來形容我自己了」。
她在Why I am an Anarchist中總結道「平常的勞工所能做出最好的事情，便是自我組織起來擺脫金錢的束縛…讓他們一同生產、合作而不是受僱和雇用；讓他們如兄弟姊妹一般和睦相處，讓他們都能依照各自的需求使用他們所生產出的產品，並將剩餘的產品放在儲藏室，讓其他人在有需要時也能使用。」
她在1914年寫下了一篇名為Sex Slavery（性奴役）的論文，她譴責社會上評價女人美醜的概念，並鼓勵婦女們應該擺脫那些使她們產生不自然性别角色的社會習慣。論文的標題與走私婦女進行賣淫並沒有關係，而是針對婚姻的法律允許男人強暴他們的妻子而無須受到懲罰。她認為這樣的法律使得「每個已婚婦女成為被綑綁的奴隸，她們必須接受丈夫的姓氏、丈夫的麵包、和丈夫的命令，並讓她們的丈夫發洩慾望。」
她也強烈反對常備軍隊的制度，認為常備軍的存在不但不會促進和平，反而更可能引發戰爭。在她1909年的論文Anarchism and American Traditions中她主張為了達成和平，「所有和平的人們應該拒絕支援軍隊，並要求那些希望發動戰爭的人自行承擔成本和風險，和平的人們不會替這些將殺人當作買賣的人籌措資金或撫恤金。」
在1890年6月12日她生下了一名兒子Harry，兒子的父親是自由思想家James B. Elliot。在她一生中她也曾染上疾病和憂鬱症，曾經在兩次不同的場合試圖自殺。她還在1902年12月19日遭遇一次暗殺未遂，暗殺者Herman Helcher是她之前的學生，由於一場發燒而精神錯亂，她當場原諒了他。她寫道「因為這起由染病的腦袋所引發的刺殺而判他罪是違反文明的。」這起暗殺使她的左耳長期疼痛，她的喉嚨也遭受感染，造成她的說話和注意能力大為減退。
伏爾泰琳·克蕾在1912年的6月20日死於伊利诺州芝加哥的一間醫院，記載上死亡的原因是左腦的腦膜炎。

## 外部連結
- 伏爾泰琳·克蕾的作品收藏 （页面存档备份，存于）
- "伏爾泰琳·克蕾" 由愛瑪·戈爾德曼所著

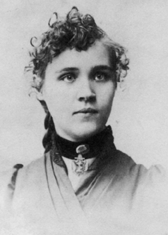
伏爾泰琳·克蕾，1891年的聖誕節在費城所攝

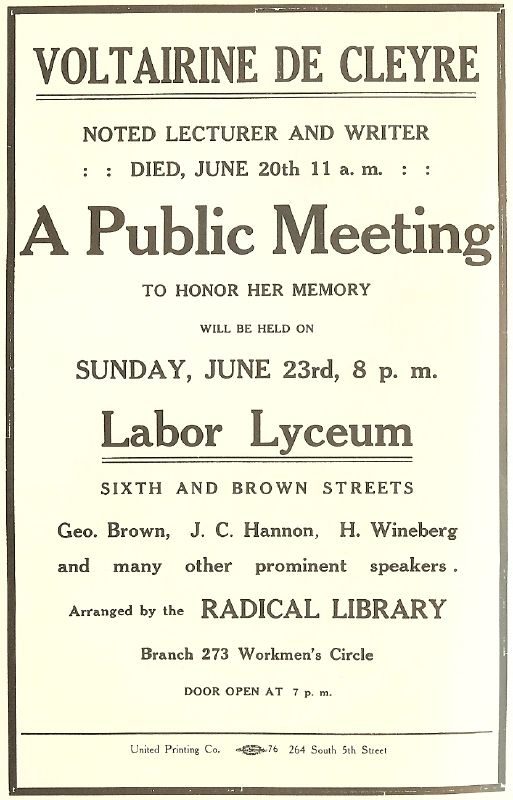
克蕾去世后几天举行的追悼活动的广告传单

- Essay on Voltairine de Cleyre by Sharon Presley （页面存档备份，存于）
- 伏爾泰琳·克蕾的文章和傳記